# قارقولوق عليا
قارقولوق عليا هي قرية في مقاطعة بل دشت، إيران. يقدر عدد سكانها بـ 138 نسمة بحسب إحصاء 2016.